# Andy Besuch
Andy Besuch (geb. 1983 in Brandenburg) ist ein deutscher Kostümbildner bei Theater und Film.

## Leben
Besuch, der in Berlin aufwuchs, studierte in Dresden an der Hochschule für Bildende Künste Bühnen- und Kostümbild bei Henning Schaller und Johannes Leiacker. Danach begann er als freier Kostümbildner zu arbeiten, u. a. am Schauspiel Köln, am Schauspiel Hannover, am Festspielhaus Hellerau, am Staatstheater Schwerin, am Staatstheater Augsburg, am Residenztheater München, an der Schaubühne Berlin, am Deutschen Nationaltheater Weimar, dem Staatstheater Stuttgart und dem Düsseldorfer Schauspielhaus. Neben Theater- und Filmproduktionen ist Andy Besuch auch in Werbeproduktionen aktiv.
Für seine Kostüme des Stücks Der Meister und Margarita (Regie: Christian Weise) am Schauspiel Stuttgart nominierte ihn 2011 die Zeitschrift Theater heute für das Kostümbild des Jahres.
Seine Kostüme zu Elfriede Jelineks Am Königsweg in der Inszenierung von Falk Richter am Deutschen Schauspielhaus Hamburg zeichnete Theater heute 2018 als Kostüme des Jahres aus.

## Filmografie
- 2005–2008: Lui
- 2006/2007: TRUST. Wohltat
- 2010: St. Christophorus: Roadkill
- 2015: Uns geht es gut